# Anthemoctena
Anthemoctena är ett släkte av fjärilar. Anthemoctena ingår i familjen mätare.
Kladogram enligt Catalogue of Life:
| Anthemoctena | \| \| Anthemoctena lineata \| \| \| \| \| \| Anthemoctena textilis \| \| \| \| |
|              | \| \| Anthemoctena lineata \| \| \| \| \| \| Anthemoctena textilis \| \| \| \| |
|              | Anthemoctena lineata                                                           |
|              |                                                                                |
|              | Anthemoctena textilis                                                          |
|              |                                                                                |